# Банк Эритреи
Банк Эритреи (англ. Bank of Eritrea) — центральный банк Эритреи; государственное учреждение, независимое от Министерства финансов.